# Спивак, Гаятри Чакраворти
Гаятри Чакраворти Спивак (англ. Gayatri Chakravorty Spivak, 24 февраля 1942, Калькутта, Британская Индия) — американская писательница индийского происхождения, философ, теоретик литературы, основоположница постколониальных исследований культуры и общества. Университетский профессор Колумбийского университета.

## Биография
Закончила St. John’s Diocesan Girls' Higher Secondary School в Калькутте. Получила второе высшее образование в Калькуттском университете (1959). Затем закончила Корнеллский университет, получила степень магистра, защитила под руководством Поля де Мана диссертацию по творчеству Йейтса (1974). Преподавала в Айовском университете.
С 2007 года профессор Колумбийского университета.
Почётный доктор Doctor of Letters Сент-Эндрюсского университета (2014).
Перевела книгу Деррида О грамматологии (1976). Переводит индийскую литературу на английский язык.

## Философские интересы
Деконструкция западной мысли — анализ философского наследия от Гегеля и Маркса до Хайдеггера и Деррида, литературы, педагогической философии и практики. Важную роль в этой работе и в восприятии мысли Спивак сыграло её эссе «Может ли подчинённый говорить?» (1988, ), получившее широкий критический отклик.

## Книги
- Myself, I Must Remake: The Life and Poetry of W.B. Yeats (1974, диссертация)
- В других мирах: О культурной политике/ In Other Worlds: Essays in Cultural Politics (1987)
- Selected Subaltern Studies (edited with Ranajit Guha) (1988)
- The Post-Colonial Critic — Interviews, Strategies, Dialogues (1990)
- Outside in the Teaching Machine (1993)
- The Spivak Reader (1995)
- Критика постколониального разума: К истории ускользающего настоящего времени/ A Critique of Postcolonial Reason: Towards a History of the Vanishing Present (1999)
- Death of a Discipline (2003).
- Other Asias (2005)
- Conversations with Gayatri Chakravorty Spivak (2006)
- Национализм и воображение/ Nationalism and the imagination (2010)
- Переосмысляя сравнительный подход/ Rethinking Comparativism (2010)
- Эстетическое воспитание в эпоху глобализации/ An Aesthetic Education in the Era of Globalization (2012)

### На русском языке

#### Монографии
- Спивак Г. Ч. Могут ли угнетенные говорить?. — М.: V-A-C Press, 2022. — 148 с. — ISBN 978-5-907183-61-2.

#### Статьи
- Спивак Г. Ч. Могут ли угнетенные говорить? // Ведение в гендерные исследования Ч. II: Хрестоматия / под ред. С.В. Жеребкина. — Харьков—СПб.: ХЦГИ—Алетейя, 2001. — С. 649—670. — ISBN 5-89329-422-Х.
- Спивак Г. Ч. Всеобщая забастовка // Неприкосновенный запас : журнал  / пер. с англ. А. Кондакова. — 2013. — № 2 (88). — ISSN 1815-7912.
- Спивак Г. Ч. Формирование американцев, преподавание английской литературы и будущее cultural studies // Неприкосновенный запас : журнал  / пер. с англ. А. Мороз. — 2015. — № 4. — С. 10-30. — ISSN 1815-7912.

## Признание
Труды переведены на многие языки. Стипендия Гуггенхайма (1995). Премия Киото по философии (2012). Падма Бхушан, третья важнейшая награда Индии.